# Астафьев, Николай Павлович
Николай Павлович Астафьев (род. 26 декабря 1940 года в пос. Черусти Шатурского района Московской области, РСФСР, СССР) — российский политик, депутат Государственной Думы Федерального Собрания РФ I и II созыва.

## Биография
С 1959 по 1964 год проходил службу в армии. В 1968 году получил высшее юридическое образование в Казанском государственном университете имени В. И. Ульянова (Ленина). С 1968 по 1974 год проходил службу в органах внутренних дел в городе Стерлитамаке Башкирской АССР. С 1974 по 1976 работал старшим следователем прокуратуры в городе Шатура Московской области, с 1976 по 1985 год работал в должности прокурора города Можайск Московской области. С 1985 по 1993 год работал на руководящих должностях в прокуратуре города Люберцы и Московской области.
В 1993 году был избран депутатом Государственной думы I созыва, был председателем Комитета Госдумы по природным ресурсам и природопользованию.
В 1995 году был избран депутатом Государственной думы II созыва, входил во фракцию ЛДПР.
В 1999 году был включен в список «Блока Жириновского», однако в выборах не принял участия в связи с исключением из списка решением Совета избирательного блока. 

## Законотворческая деятельность
За время исполнения полномочий депутата Государственной думы первого и второго созыва выступил соавтором 13 законодательных инициатив и поправок к проектам федеральных законов.

## Награды
- Медаль «За безупречную службу в органах внутренних дел»
- Медаль «Ветеран труда»